# جيروم غيوهاتا
جيروم غيوهاتا (بالفرنسية: Jérôme Guihoata)‏ (مواليد 7 أكتوبر 1994) هو لاعب كرة قدم كاميروني يلعب حاليًا لصالح نادي فالينسيان.

## روابط خارجية
- جيروم غيوهاتا على موقع الاتحاد الدولي (مؤرشف)  (الإنجليزية)
- جيروم غيوهاتا على موقع قاعدة بيانات كرة القدم.إي يو (الإنجليزية)
- جيروم غيوهاتا على موقع ناشيونال فوتبول تيمز (الإنجليزية)
- جيروم غيوهاتا على موقع Soccerway.com (الإنجليزية)
- جيروم غيوهاتا على موقع عالم كرة القدم.نت (الإنجليزية)